# Benedikt Jónsson Gröndal
Benedikt Jónsson Gröndal, född 13 november 1762 i Vogar vid Mývatn, död 30 juli 1825, var en isländsk poet. Han var morfar till Benedikt Sveinbjarnarson Gröndal.
Benedikt var jurist och innehade assessorsämbetet i den isländska Landsoverret 1800–1817. Han är mest känd för sin poetiska begåvning, trots att hans produktion är mycket ringa; hans samlade dikter utgavs av hans svärson, Sveinbjörn Egilsson, 1833 (Vidø); de innehåller, förutom en del översättningar av klassiska poeter, en översättning av Alexander Popes Temple of Fame. Hans dikter är ofta av satirisk art.